# Cristian Calderón
Cristian Yonathan Calderón Del Real (* 24. Mai 1997 in Tepic) ist ein mexikanischer Fußballspieler, der seit Januar 2024 beim Erstligisten Club América unter Vertrag steht. Er kann sowohl die Position des linken Außenverteidigers als auch des linken Flügelspielers besetzen und war Ende 2019 mexikanischer Nationalspieler.

## Karriere

### Verein
Calderón stammt aus der Nachwuchsabteilung von Atlas Guadalajara, wo er zur Saison 2015/16 in die erste Mannschaft befördert wurde, jedoch vorerst für die U20 im Einsatz war. Sein erstes Spiel bestritt er am 22. Oktober beim 5:4-Sieg im Elfmeterschießen gegen den Club Tijuana. Am 8. Mai 2016 (17. Spieltag der Clausura) debütierte er beim 0:0-Unentschieden gegen den Club Tijuana in der höchsten mexikanischen Spielklasse, als er in der 56. Spielminute für Édson Rivera eingewechselt wurde. In dieser Spielzeit bestritt er drei Spiele, allesamt gegen den Club Tijuana. In der folgenden Saison 2016/17 absolvierte er drei Pokalpartien. In der nächsten Saison 2017/18 bestritt er fünf Ligaspiele und kam im Pokal sieben Mal zum Einsatz. In der Apertura 2018 etablierte sich der linke Außenverteidiger in der Startformation von Cheftrainer Gerardo Espinoza und verpasste von 17 möglichen Ligaspielen nur zwei.
Zum Jahreswechsel 18/19 schloss er sich für eine Ablösesumme in Höhe von 3,5 Millionen Euro dem Club Necaxa an. Bereits in seinem Debütspiel beim 2:1-Heimsieg gegen die UNAM Pumas traf er erstmals für seinen neuen Verein. Am 6. März erzielte er beim 3:1-Auswärtssieg gegen den Club América einen Doppelpack. Die Clausura 2019 beendete er mit 18 Einsätzen, in denen er fünf Treffer erzielte. Die nächste Apertura 2019 beendete er mit fünf Toren in 18 Einsätzen. Spätestens seit diesem Halbjahr gilt er als einer der offensivgefährlichsten Verteidiger der Liga.
Am 11. Dezember 2019 wurde bekanntgegeben, dass sich Calderón zur Clausura 2020 dem Ligakonkurrenten Deportivo Guadalajara anschließen wird. Die Chivas bezahlten für ihn eine Ablösesumme in Höhe von 7,2 Millionen Euro und statteten ihn mit einem Dreijahresvertrag aus. Sein Debüt bestritt er am 19. Januar 2020 (2. Spieltag) bestritt er beim 0:0-Unentschieden gegen den CF Pachuca sein Debüt, als er in der 71. Spielminute für Javier Eduardo López eingewechselt wurde. In der aufgrund der COVID-19-Pandemie verkürzten Clausura bestritt er nur vier Spiele.
Anfang 2024 wechselte Calderón zum Erzrivalen Club América, mit dem er gleich in seiner ersten Halbsaison die mexikanische Fußballmeisterschaft gewann.

### Nationalmannschaft
Am 2. Oktober 2019 debütierte er beim 2:0-Sieg im freundschaftlichen Länderspiel gegen Trinidad und Tobago für die mexikanische Nationalmannschaft.

## Erfolge
- Mexikanischer Meister: Clausura 2024